# ディズニー インフィニティ2.0
ディズニー インフィニティ2.0（原題：Disney Infinity 2.0、別称：Disney Infinity: Marvel Super Heroes）とは、ディズニー・インタラクティブ・スタジオが開発し、2014年に発売されたゲームソフト。プラットフォームはPlayStation 3、PlayStation 4、PlayStation Vita、Xbox 360、Xbox One、Wii U、Windows、iOSおよびAndroid。
日本国内において、プラットフォームはテレビ向けクラウドゲーム「ひかりTVゲーム」のみ、2015年7月30日から配信を開始した。

## 解説
『ディズニー インフィニティ』の続編にあたる本作は、ディズニーキャラクターだけでなく、子会社にあたるマーベル・コミックのキャラクターも多数登場する。
海外版ではキャラクターのフィギュアが別売りされているが、ひかりTVで配信されている日本語版では前作のキャラクターを含む全てのキャラクター、プレイセットなどが最初からアンロックされた形で提供されている。そのため、2.0向けフィギュアの発売は予定されていない。
モードは前作同様、ミッションをクリアして物語を進めるプレイセットモードと、フィギュアやアイテムを配置して楽しむトイボックスモードが存在する。
2.0で遊べるプレイセット（ストーリーモード）は以下の3つ。
- MARVEL スパイダーマン
- MARVEL アベンジャーズ
- MARVEL ガーディアンズ・オブ・ギャラクシー

1.0のプレイセット（ストーリーモード）を遊びたい場合は、2.0ではなく1.0が必要。
トイボックスモードでのミニゲームでは旧キャラクターも全て利用可能。
CS機（Wii U、PS4等）向けの日本語版は未発売。（2015.11.9現在）